# Micronycteris minuta

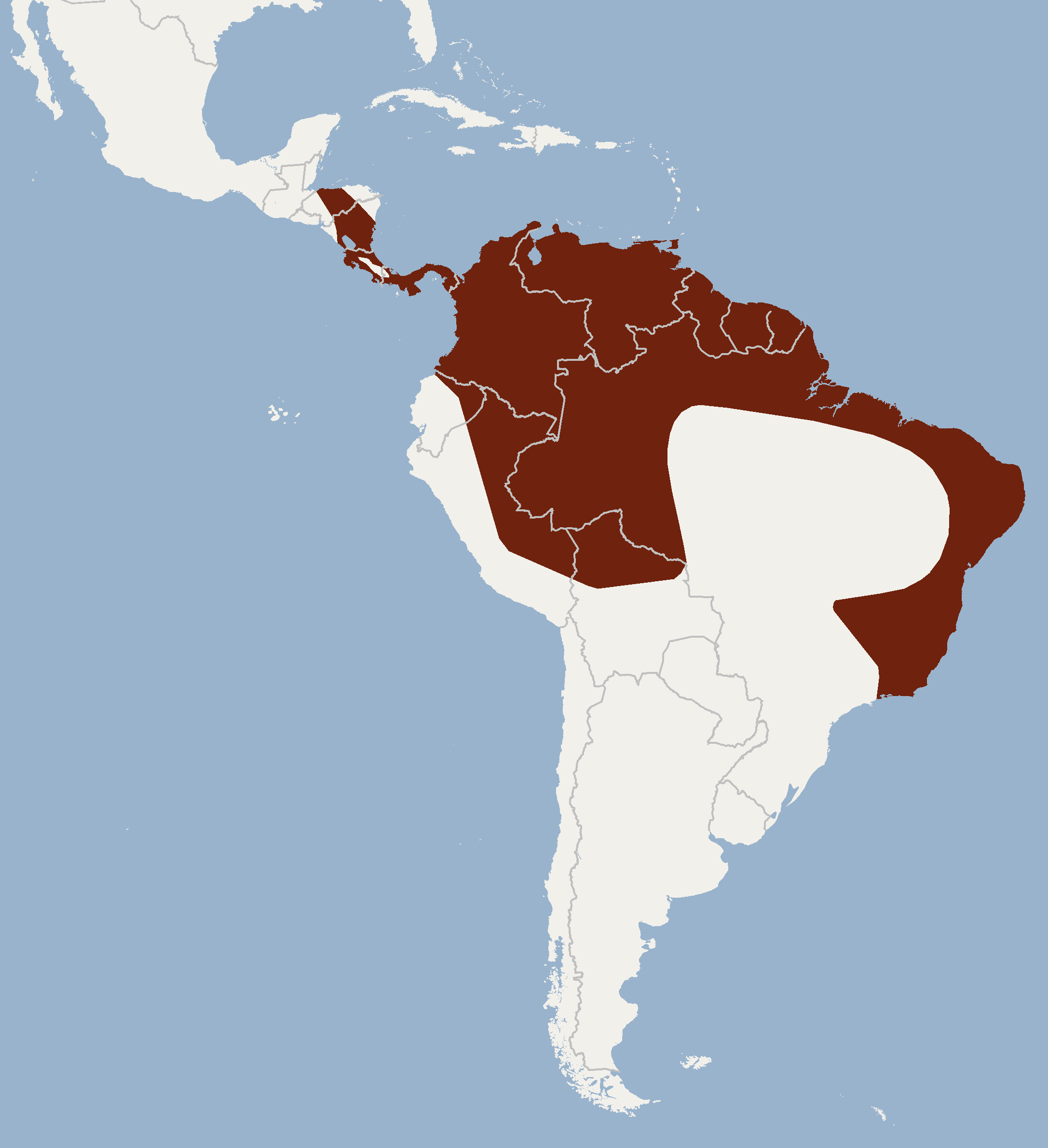
Distribución del Micronycteris minuta por el norte de Sudamérica y parte de América central

El murciélago orejón diminuto o chico (Micronycteris minuta), también denominado murciélago orejudo rufo o enano, es una especie de quiróptero que se encuentra en los bosques de las tierras bajas, hasta los 800 m de altitud, desde Honduras, hasta Brasil y Bolivia.

## Descripción
El pelaje corto y liso, en el dorso es de color rojizo claro, la base de los pelos es blanca, en el vientre es más claro, de color blanco o amarillento a parduzco y a veces anaranajado. El borde interno de las orejas es peludo y unido con la frente por una banda profunda. La piel de la cara es rosada. Presenta barbilla acanalada con un borde liso en forma de V. La longitud del cuerpo con la cabeza alcanza entre 4 y 5,5 cm, la de la cola de 0,7 a 1,3 cm, el pie 1 a 1,3 cm, la oreja de 1,8 a 2,4 cm y a longitud del antebrazo de 3,3 a 3,8 cm. Pesa entre 4 y 8 gramo.